# Namulisko
Namulisko – ogólna nazwa miejsc, w których zbierają się muliste osady, różnie definiowane w zależności od dziedziny. 

## Speleologia
W speleologii to ogół osadów zalegających na dnie jaskini będący wynikiem akumulacji materiału takiego jak: ilaste gliny z domieszką żwiru, gruzu czy głazów; także obszar występowania takiego osadu.
Ze względu na pochodzenie wydziela się dwa rodzaje osadów jaskiniowych: 
- autochtoniczne – powstające we wnętrzu jaskini, a zawierające nierozpuszczalne składniki skał wapiennych, gliny, iły, fragmenty nacieków, obrywy ze stropu i ścian.
- allochtoniczne – piaski, żwiry, lessy, gliny itp. naniesione przez wodę z powierzchni, także szczątki pochodzenia organicznego (kości, guano), w tym także ślady działalności człowieka.

Namuliska te są cennym materiałem badawczym dla naukowców, obrazującym m.in. zmiany klimatyczne lub występowanie poszczególnych gatunków flory i fauny, oraz prehistorię człowieka.

## Potamologia i paludologia

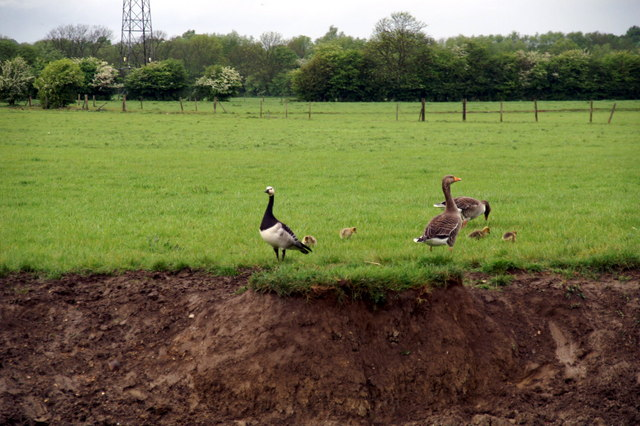
Łąka na namulisku w Wielkiej Brytanii

Namulisko w dolinie rzecznej to siedlisko terenów zalewowych, na których woda powodziowa zalega do trzech miesięcy, a po jej spłynięciu poziom wody gruntowej opada na tyle, by podsiąkanie kapilarne do dochodziło do powierzchni gruntu. W takich warunkach naniesione przez wodę osady przesychają, a materia organiczna ulega szybkiemu rozkładowi, nie odkładając się w postaci torfu. Gdy zastoisko wody trwa dłużej, a po jego ustąpieniu wody gruntowe podsiąkają do powierzchni, tworzy się inne siedlisko muliste – mułowisko. Mułowiska czasem powstają w obniżeniach namulisk. W warunkach jeszcze bardziej trwale podmokłych tworzy się torfowisko.
Gdy przeważają zalewy wód rzecznych, w dużych dolinach, przeważa akumulacja aluwiów. Ich miąższość może sięgać kilku metrów i tworzą się na nich mady. Gdy przeważają zalewy wodami spływów powierzchniowych, w małych dolinach lub u podnóża zboczy dużych dolin, odkładają się deluwia, o miąższości kilkudziesięciu centymetrów. Tworzą się na nich gleby deluwialne. 
W Europie Środkowej w warunkach naturalnych namuliska to siedlisko łęgów wierzbowych i wierzbowo-topolowych lub ziołorośli (łopuszyn). Większość jest użytkowana jako żyzne łąki łęgowe. Są one siedliskiem płazów, zaskrońców czy ptaków, zwłaszcza siewkowych.
Na namuliskach tworzą się siedliska przyrodnicze chronione w systemie Natura 2000. W strefie przykorytowej jest to siedlisko 3270 – Zalewane muliste brzegi rzek, w Polsce z jednym podtypem – 3270-1 – Naturalna, eutroficzna roślinność związków: Chenopodion fluviatile, Bidention tripartitae p. p., Elatino–Eleocharition ovatae p. p. Siedlisko to zajmują rośliny jednoroczne i byliny, podczas gdy krzewy i drzewa namulisk tworzą siedliska przyrodnicze 91E0 (*Łęgi wierzbowe, topolowe, olszowe i jesionowe (Salicetum albae, Populetum albae, Alnenion glutinoso-incanae, olsy źródliskowe). W razie zaniku zalewów (na skutek gospodarki przeciwpowodziowej) ulegają degradacji.